# Уолтерс, Дуг
Кевин Дуглас Уолтерс (англ. Kevin Douglas Walters; род. 21 декабря 1945, Dungog) — австралийский крикетист, серебряный призёр чемпионата мира (1975) в составе национальной сборной.

## Биография

### Ранние годы
Родился 21 декабря 1945 года в городе Дангог, штат Новый Южный Уэльс, Австралия.

### Игровая карьера
Профессиональную карьеру в крикете начал в 1962 году, присоединившись к команде «Новый Южный Уэльс».
Впервые за национальную команду Уолтерс сыграл 10 декабря 1965 года против сборной Англии. В 1975 году он вошёл в состав национальной сборной, который представлял страну на чемпионате мира в Англии, завоевав серебряные медали турнира.
7 февраля 1981 года Уолтерс провёл свой последний международный матч против сборной Индии, а в октябре того же года он объявил об уходе из профессионального спорта.

## Награды
14 июня 1975 года Уолтерс был награждён орденом Британской империи за выдающиеся спортивные достижения.
В июне 2022 году ему был вручён орден Австралии в честь официального дня рождения королевы Елизаветы II.